# CD San Roque de Lepe
Der Club Deportivo San Roque de Lepe ist ein spanischer Fußballverein aus Lepe in der Autonomen Gemeinschaft Andalusien. Der Verein wurde 1956 gegründet und trägt seine Heimspiele im Stadion Ciudad de Lepe aus, das Platz für 3512 Zuschauer bietet. 

## Geschichte
Der Verein wurde am 31. Oktober 1956 gegründet und spielte die ersten Jahre in den Regionalligen Andalusiens. In der Saison 1966/67 konnte man für ein Jahr in der dritten Liga spielen. Erst in der Saison 1986/87 konnte man wieder in die Tercera División aufsteigen, die inzwischen aber zur vierten Liga geworden war. Ab 1992 spielte San Roque für drei Jahre in der Segunda División B, ehe wieder der Abstieg erfolgte und der Klub auch wieder einige Jahre in den Regionalligen verbrachte. In der Saison 2008/09 wurde der Verein Gruppensieger in der Gruppe 10 der Tercera Division und konnte sich im Finale der Play-offs gegen CD Binissalem durchsetzen und so nach 14 Jahren wieder in die dritte Liga aufsteigen. Ebenso konnte man sich damit für die Copa del Rey 2009/10 qualifizieren. Daraufhin hielt sich der Verein, mit einer Unterbrechung in der Saison 2013/14, bis 2016 in der Segunda División B. Seitdem spielt San Roque de Lepe in der Tercera División.